# Walter van Hauwe

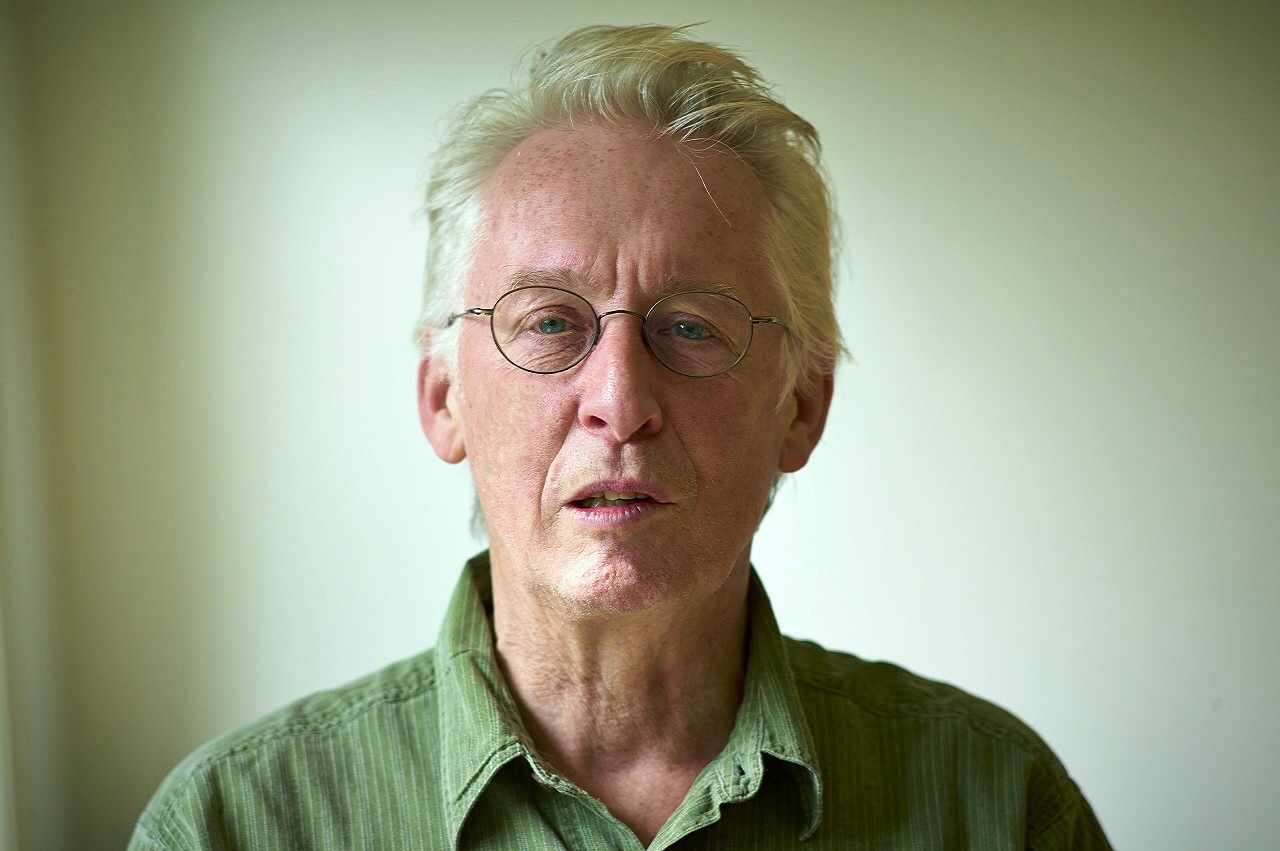
Walter van Hauwe (Mai 2014)

Walter van Hauwe (* 16. November 1948 in Delft) ist ein niederländischer Blockflötist, der auch als Hochschullehrer wirkte.

## Leben und Wirken
Van Hauwe schloss 1969 sein Studium am Koninklijk Conservatorium Den Haag bei Frans Brüggen mit Auszeichnung ab. 1968 gründete er mit Kees Boeke das Quadro Hotteterre, 1979 mit Boeke und dem Lautenisten Toyohiko Satoh das Little Consort. Der Musik aus sechs Jahrhunderten widmete sich das 1971 gegründete experimentelle Blockflötenensemble Sour Cream. Aus dem Repertoire der Gruppe entstand van Hauwes dreibändiges Lehrbuch The Modern Recorder Player, das zwischen 1981 und 1985 bei Schott Music in London erschien und in mehrere Sprachen übersetzt wurde. 1988 veröffentlichte er online den Catalogue of Contemporary Blockflute Music, dem später der Catalogue of Historical Recorder Repertoire folgte. Beide Kataloge listen zusammen mehr als 9000 Originalwerke für Blockflöte aus sechs Jahrhunderten auf. Bei Auftritten und Aufnahmen arbeitete er u. a. auch mit Nikolaus Harnoncourt und Gustav Leonhardt zusammen.
Van Hauwes Interesse für Neue Musik inspirierte Komponisten wie Franco Donatoni und Isang Yun dazu, Werke für Blockflöte für ihn zu schreiben. Die Zusammenarbeit mit Keiko Abe und später mit dem Maarten Altena Ensemble weckten sein Interesse für zeitgenössische Improvisationsmusik. Für mehrere Theaterproduktionen arbeitete er auch mit den Theatergruppen Hollandia und Veenfabriek zusammen. 
Von 1972 bis 2013 war van Hauwe Professor für Blockflöte am Konservatorium Amsterdam. 2002 wurde er mit dem Musikpreis des Prins Bernhard Cultuurfonds ausgezeichnet. Am Royal College of Music in London unterrichtete er als Gastprofessor.